# Грб Тичина
Грб Тичина је званични симбол швајцарског кантона Тичино. Грб датира од 23. маја 1803. године.

## Опис грба
Грб Тичина је германски штит вертикално подјељен на два једнака поља, од чега је лијево поље (хералдички десно) у црвеној боји, док је десна половина поља (хералдички лијева) плаво обојено без додатних приказа на пољима. 
Грб нема додатних, пратећих детаља.